# Eulychnia
Eulychnia  este un gen de cactus cu formă de candelabru sau arborescentă, este formată din 6 sau 9 specii depinzând de autoritatea care o clasifică.

## Specii
- Eulychnia acida
- Eulychnia breviflora
- Eulychnia castanea
- Eulychnia iquiquensis
- Eulychnia ritteri
- Eulychnia saint-pieana

etc.

## Sinonim
- Philippicereus Backeb..